# Pierre Pelot
Pierre Pelot, de son vrai nom Pierre Grosdemange, né le 13 novembre 1945 à Saint-Maurice-sur-Moselle dans les Vosges, est un écrivain français. Il est extrêmement prolifique, on lui attribue près de 200 titres. Il écrit également sous les pseudonymes de Pierre Suragne (l'utilisation d'un pseudonyme était imposée par le Fleuve noir de 1972 à 1980) et Pierre Carbonari (seulement pour quelques nouvelles).

## Biographie

### Une œuvre très diverse et construite pas à pas
L’œuvre immense de Pierre Pelot, écrite jour après jour, depuis cinq décennies, a accédé aujourd'hui à une reconnaissance générale et légitime. Il ne faudrait donc pas la réduire à l’écriture de romans de science-fiction, ou relevant du fantastique, à des romans noirs et plus récemment, à celle de romans de littérature générale et à des romans situés dans la Préhistoire (Le Rêve de Lucy, Sous le Vent du monde…) – écrits avec la collaboration scientifique d'Yves Coppens – .
On lui doit aussi des pièces de théâtre, des contes, des pastiches, des parodies de western ou d’heroic-fantasy, des chroniques, des nouvelles, des feuilletons et des adaptations pour la radio ou la télévision. Le champ de son écriture s’est aussi étendu au scénario de films, de bandes dessinées, de téléfilms et à la novélisation.
Sans cesser d’être un « raconteur d’histoires », un écrivain « populaire », il est devenu peu à peu un écrivain reconnu. La perception de son œuvre a souvent été schématique et restrictive, chacune de ses décennies imposant une image différente.
Ainsi, les années 1960 sont celles du western et de la série Dylan Stark.
Lors de la décennie suivante, les années 1970, Pelot commence à exploiter surtout les trois domaines de la science-fiction, du fantastique et du roman de terroir « vosgien » (sans jamais tomber dans le "régionalisme"). Au cours des années 1980,l’écriture de romans noirs, de cycles et séries de science-fiction masque le passage à la littérature générale . La décennie des années 1990 est surtout marquée par la série de « paléo-fiction » écrite avec le concours d’Yves Coppens. Et c'est au cours de la première décennie du XXIe siècle que son statut d’écrivain s’impose à tous après la parution du roman C’est ainsi que les hommes vivent . Plusieurs romans littéraires parus ensuite confirment ses qualités de style et de création d’un monde original, peuplé de personnages forts (en particulier certains personnages féminins).

### De la bande dessinée aux romans-westerns et à la série "Dylan Stark"
Après une brève orientation professionnelle vers l’électricité et une courte expérience dans un atelier de mécanique générale, Pelot veut échapper au sort commun. De 1960 à 1963, il apprend le dessin par correspondance, peint des toiles, et se lance dans la bande dessinée, ce qui lui vaut son premier article de presse, en 1963, dans L'Est républicain, à propos de sa BD mettant en scène un héros du Far West : Bob Hart.
Hergé, à qui il a envoyé quatre albums inédits de sa main, de 44 planches en couleurs, lui écrit en décembre 1963, qu'il juge ses textes "excellents, drôles, originaux, percutants, souvent d'une allègre violence". En revanche, il juge les dessins plus sévèrement. Cette lettre confirme chez Pelot un désir d'écrire déjà fortement présent.

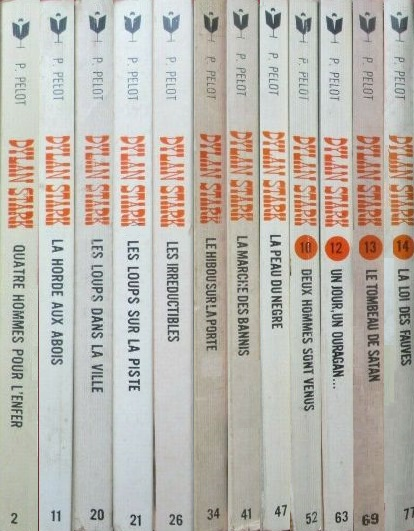
Dylan Stark (1-1967, 14-1977).

Fort de cette première expérience, nourri de cinéma et d’illustrés, ayant appris énormément sur l'histoire des États-Unis, il se lance dans une carrière littéraire en adoptant son premier genre de prédilection : le western. Son premier roman, La Piste du Dakota, paru au début de l'année 1966 sous la signature de Pierre Pelot, se déroule dans les États-Unis du lendemain de la Guerre de Sécession. Il paraît dans la collection Marabout Junior (qui publie également les aventures de Bob Morane d'Henri Vernes). Sept  autres westerns suivent, six romans et un recueil de nouvelles.
En 1967, Pierre Pelot crée le personnage de Dylan Stark, un métis franco-indien né dans le sud des États-Unis. Le premier roman de la série, Quatre Hommes pour l'Enfer, se déroule pendant la Guerre de Sécession, à laquelle le personnage participe à contrecœur du côté sudiste. Cet antihéros, inséré dans un cadre géographique et historique plausible, évolue de 1865 à 1867, pendant les années de l’après-guerre et de paix précaire. Le premier volume de la série paraît en 1967 dans la collection Pocket Marabout qui en publie ensuite treize autres. Pelot reçoit cette même année le Prix des Treize pour La Couleur de Dieu (tome 2 du cycle). Le 22 décembre 1967 il se marie . Son fils Pierre-Dylan naît en 1969. Il se fera connaître sous le pseudonyme de Dylan Pelot avant de disparaître brutalement à l'âge de 43 ans. C'est pour lui que son père avait écrit en 1977 Les Aventures de Victor Piquelune publiées aux éditions de l'Amitié.

### Les années 1970 et l'ouverture à de nouveaux genres
Après l’arrêt brutal de la parution de la série Dylan Stark, Pelot est sans ressources et doit trouver d’autres sources d’inspiration et d’autres éditeurs. Il publie d’autres romans « américains » dans des collections pour la jeunesse : La Drave (1970), L’Unique rebelle (Prix Jeunesse, 1971). Il cache Dylan Stark sous le pseudonyme de "Dan Starken" dans Sierra brûlante (1971, Prix européen de Littérature jeunesse en 1976) et adapte sa 4e bande dessinée inédite (la plus élaborée), pour le roman homonyme La Guerre du Castor (Spirale, G.P., 1971).
L’année 1972 est cruciale puisque Pierre Pelot  publie en même temps dans trois domaines littéraires : la science-fiction, le fantastique et le roman social contemporain ayant les Vosges pour cadre (Les Étoiles ensevelies, Aiglon d'or au Festival de Nice)
À première lecture, l'inspiration de Pierre Pelot se démarque de celle d'autres romanciers pour la jeunesse par le fait que ses romans se terminent souvent mal et que ses personnages ne sont pas des surhommes (contrairement à Bob Morane, par exemple). Plus profondément, Pierre Pelot introduit dans ces collections des personnages et des thèmes jusqu’alors rarement traités.
Ainsi dans les collections "Grand Angle" (chez G.P.) et "Les Chemins de l'Amitié" (aux Éditions de l'Amitié-G.T. Rageot), il évoque la fragilité de l'amitié parfois trahie (Le Pantin immobile), la solitude de la vieillesse (Le Cœur sous la cendre, Grand Prix Européen de Littérature jeunesse, Province de Trente, 1977), la difficulté de la réinsertion sociale (Le Pain perdu), l'intolérance envers la différence et la marginalité (Fou comme l’oiseau), l'hospitalité trahie (Le Renard dans la maison, Prix Jean Macé, 1977). Le Ciel fracassé, paru en 1975, met en scène un déserteur à une époque où le service militaire est encore obligatoire en France. Je suis la mauvaise  herbe mettait déjà en scène un marginal, objecteur de conscience.
À partir de 1972 et jusqu'en 1980, Pelot publie des romans fantastiques, de Science-Fiction et des policiers dans les collections Angoisse, Anticipation et Spécial Police chez Fleuve noir, sous le pseudonyme de Pierre Suragne. Toujours au Fleuve noir, il reprend le nom de Pierre Pelot pour des séries de science-fiction, d'heroic-fantasy parodique (Konnar le Barbant) et quelques romans noirs.
Au cours des années 1970, Pierre Pelot s’impose peu à peu comme un maître français de la science-fiction et du fantastique. Il est présent dans les collections Science-fiction chez J’ai lu, Science-fiction chez Pocket, Présence du futur chez Gallimard mais aussi Ailleurs et Demain chez Robert Laffont et Dimensions SF chez Calmann-Lévy. Coup sur coup, il reçoit le Grand prix de la Science-Fiction française pour Delirium circus et le Grand prix du Festival de Metz pour Transit. Les spécialistes du genre saluent son talent, en particulier dans la revue Fiction.
Pelot se consacre à ses paraboles caricaturales de science-fiction et dénonce, par ce biais, une société policière qui contrôle ses citoyens, en particulier les dissidents ou marginaux et autres exclus du système.
Deux rééditions capitales ont revivifié dans les années 2000 des ouvrages importants de science-fiction écrits par Pierre Pelot. En 2005, Denoël a réédité sous le titre générique Delirium Circus le roman éponyme et les trois récits Transit, Mourir au hasard et La Foudre au ralenti.
En 2008, Bragelonne a réuni en un seul livre, Orages mécaniques, Kid Jésus, Le Sourire des crabes et Mais si les papillons trichent, avec une postface éclairante et bien informée de Claude Ecken.
Ces deux rééditions majeures ont constitué une invitation à une lecture réactualisée de la science-fiction pelotienne, ce que font de jeunes universitaires comme Simon Bréan et Pierre-Gilles Pélissier, le premier revisitant aussi bien  les romans S-F du Fleuve noir que les titres majeurs des années 1970-80, le second examinant « la décennie des dystopies, utopies et contre-utopies de Pierre Pelot » qui va de L’Enfant qui marchait sur le ciel (1972) à Nos armes sont de miel (1982).

### Les années 1980 et 1990
En plus d'ouvrages forts qui mettent en évidence les pièges d'une société manipulée et aliénée, comme La Guerre Olympique, Canyon Street, Les Barreaux de l'Eden ou Les Pieds dans la tête, Pelot se met à écrire des récits noirs et vigoureux qui distillent suspens et frisson, tels que La Nuit sur terre ou La Forêt muette. L'Été en pente douce, en dépit d'un titre génial ensuite copié partout, est d'abord discrètement publié chez Kesselring. Il ne connaît un succès mérité qu'après son adaptation cinématographique par Gérard Krawczyk. Mais la décennie 1980 est surtout consacrée au roman noir et aux séries de science-fiction.
Pierre Pelot consacre ensuite du temps à des scénarios télévisuels, à la peinture, au théâtre, à des pièces inédites jouées en 1991 et 1993. Le rythme des publications s'en ressent et se ralentit.
Le fait le plus marquant de la dernière décennie du siècle est la longue rédaction très documentée et la publication des cinq tomes du cycle de "paléo-fiction" Sous le vent du monde, rédigé avec la collaboration scientifique de Yves Coppens. Pelot domine à ce point son sujet qu'il le prolonge dans les deux tomes du cycle Le livre de Ahorn, deux romans  policiers préhistoriques.

### L'écrivain Pelot auXXIesiècle
En 2002, grâce à son ami Philippe Vandooren, son premier éditeur pour Marabout, devenu directeur éditorial chez Dupuis, Pelot renoue avec la bande dessinée et devient le scénariste de la trilogie de science-fiction H.A.N.D., dessinée par Emmanuel Vegliona et publiée dans la collection "Répérages", chez Dupuis.
Par ailleurs, Pelot qui n'a pas attendu le nouveau siècle pour écrire des romans de littérature générale - il est déjà l'auteur de Elle qui ne sait pas dire je et Si loin de Caïn - redécouvre le plaisir de l'écriture manuelle et c'est seulement au début des années 2000 qu'on s'aperçoit qu'il est davantage qu'un romancier populaire.
En 2003, il publie un roman historique, C'est ainsi que les hommes vivent, Prix Erckmann-Chatrian, Prix de la Feuille d'or-France bleu Sud Lorraine, qui traite de sa région (les Vosges) au XVIIe siècle. Les critiques sont élogieuses. Alors qu'il a quitté les éditions Denoël où il avait publié en 1993 le très beau roman Ce soir, les souris sont bleues (à redécouvrir) pour les éditions Héloïse d'Ormesson, Pelot y publie en 2005 un autre roman vosgien où se cachent des éléments autobiographiques : Méchamment dimanche (Prix Marcel-Pagnol). La part autobiographique est encore plus forte dans La Montagne des bœufs sauvages, publié par Hoëbeke en 2010.
En 2006, il reçoit le prix Amerigo-Vespucci lors du 17e Festival international de géographie de Saint-Dié-des-Vosges pour son roman L'Ombre des voyageuses. Héloïse d'Ormesson publie encore Les Normales saisonnières en 2007 et Maria en 2011.
En 2012, les éditions Omnibus regroupent dans un grand volume de 1247 pages les cinq romans épiques de la Saga de l'Homme (romans déjà réédités séparément chez Folio), sous le titre générique Sous le vent du monde. Deux ans plus tard, en 2014, Bragelonne publie l'intégrale numérique des cinq tomes de l'épopée préhistorique.
Il fait de certaines de ses pièces de théâtre des romans dont le style est très travaillé : Les Caïmans sont  des gens comme les autres (Denoël, 1996), L'Ange étrange et Marie-McDo (Librairie Arthème Fayard, 2009), Givre noir (éd. La Branche coll. « Vendredi 13 », 2012) et La Ville où les morts dansent toute leur vie (Librairie Arthème Fayard, 2012).
En avril 2018, l'écrivain annonce sur sa page Facebook que son roman à paraître, Braves gens du purgatoire, sera le dernier. Il invoque notamment son écœurement du monde de l'édition. Il continue cependant à publier un livre par an, tout en se livrant à la peinture.

## Œuvres

### Western
Les quatorze premiers volumes (dont cinq Dylan Stark) sont crédités Pierre Pélot jusqu'en 1967 (Pierre Pelot pour les suivants).
- La Piste du Dakota Ill. de couv. Pierre Joubert, Collection Marabout Junior, no 319, Éditions Gérard & C°, 1966.
- Black Panache Ill. de couv. Pierre Joubert, Collection Marabout Junior, no 323, Éditions Gérard & C°, 1966.
- Comme se meurt un soleil Ill. de couv. Pierre Joubert, Collection Marabout Junior, no 329, Éditions  Gérard & C°, 1966.
- La Longue Chasse Ill. de couv. Pierre Joubert, Collection Marabout Junior, no 333, Éditions Gérard & C°, 1966.
- La Tourmente Ill. de couv. Pierre Joubert, Collection Marabout Junior, no 341, Éditions Gérard & C°, 1966.
- Les Croix de feu Ill. de couv. Pierre Joubert, Collection Marabout Junior, no 347, Éditions Gérard & C°, 1966. (Réédité sous le titre Les Croix en feu, Castor Poche Flammarion, 1992)
- La Nuit du diable Ill. de couv. Pierre Joubert, Collection Marabout Junior, no 349, Éditions Gérard & C°, 1967.
- De soleil et de sang Collection Bibliothèque Marabout Géant, no 276, Éditions Gérard & C°, 1967.
- L'Unique rebelle Collection Bibliothèque de l'amitié, Éditions de l'amitié-G.T. Rageot, 1971.
- La Guerre du castor Ill. Jacques Pecnard, Collection Spirale,  Éditions G. P., 1971.
- La Révolte du Sonora Ill. de couv. Daniel Dupuy, Collection "Olympic", Éditions G.P., 1972.
- Les Épaules du diable Ill. de couv. Daniel Dupuy, Collection "Olympic", Éditions G.P., 1972.

Deux westerns humoristiques et parodiques inspirés par deux bandes dessinées inédites de Pelot mettant en scène le personnage de Bob Hart :  
- Le Train ne sifflera pas trois fois Ill. Daniel Dupuy, Collection Spirale, Éditions G.P., 1974.
- La Poussière de la piste Ill. Omer Anamur, Collection Spirale, Éditions G.P., 1975.

#### Cycle de Dylan Stark
1. Quatre hommes pour l'enfer, Ill. Pierre Joubert, Collection "Pocket Marabout", no 2, Ėditions Gérard & C°, 1967.
2. Le Vent de la colère, Ill. Michel Gay, couverture tirée du film La kermesse de l'Ouest (Cinema International Corporation), Collection "Bibliothèque de l'amitié", no 92, Éditions de l'Amitié-G.T.Rageot, 1973.
3. La Couleur de Dieu, Ill. Pierre Joubert, Collection "Pocket Marabout", no 7, Ėditions Gérard & C°, 1967 (Prix des Treize 1967).
4. La Horde aux abois, Ill. de couv. Pierre Joubert, Collection "Pocket Marabout", no 11, Ėditions Gérard & C°, 1967.
5. Les Loups dans la ville, Ill. de couv. Pierre Joubert, Collection "Pocket Marabout", no 20, Ėditions Gérard & C°, 1967.
6. Les Loups sur la piste, Ill. de couv. Pierre Joubert, Collection "Pocket Marabout", no 21, Ėditions Gérard & C°, 1967.
7. Les Irréductibles, Ill. de couv. Pierre Joubert, Collection "Pocket Marabout", no 26, Ėditions Gérard & C°, 1967.
8. Le Hibou sur la porte, Ill. de couv. Pierre Joubert, Collection "Pocket Marabout", no 34, Ėditions Gérard & C°, 1967.
9. La Marche des bannis, Ill. de couv. Pierre Joubert, Collection "Pocket Marabout",no 41, Ėditions Gérard & C°, 1968.
10. La Peau du nègre, Ill. de couv. Pierre Joubert, Collection "Pocket Marabout", no 47, Ėditions Gérard & C°, 1968.
11. L'Homme qui marche ,(En complément du volume La Peau du nègre, 1968).
12. Deux hommes sont venus, Ill. de couv. Pierre Joubert, Collection "Pocket Marabout", no 52, Ėditions Gérard & C°, 1968. (Prépublié dans l'hebdomadaire Tintin, février-mai 1968. Illustrations de Hermann).
13. 7 h 20 pour Opelousas ,(En complément du volume Deux hommes sont venus, 1968).
14. Quand gronde la rivière , Ill. de couv. Pierre Joubert, Collection "Pocket Marabout", no 58, Ėditions Gérard & C°, 1968.
15. Plus loin que les docks, In Recueil "Dylan Stark-2", Éditions Claude Lefrancq, 1998.
16. Un jour, un ouragan..., Ill. de couv. [Pierre Joubert, Collection "Pocket Marabout", no 63, Ėditions Gérard & C°, 1968.
17. Le Tombeau de Satan, Préface de Hergé, Ill. de couv. Pierre Joubert, no 69, Collection "Pocket Marabout", Ėditions Gérard & C°, 1969.
18. La Loi des fauves, Ill. de couv. Pierre Joubert, Collection "Pocket Marabout", no 77, Ėditions Gérard & C°, 1969.
19. L'Homme des monts déchirés, (Paru en feuilleton dans l'hebdomadaire Tintin, octobre 1969-janvier 1970. Ill. de Hermann).
20. L'Erreur, (Paru en feuilleton dans l'hebdomadaire Tintin, avril-juin 1971, Ill. de Hermann).
21. Sierra brûlante, Ill. de couv. Jean-Olivier Héron, Collection "Plein vent", Robert Laffont, 1971.
22. Pour un cheval qui savait rire, Couv. Nicolas Wintz, Ill. intérieures Claude Auclair, Collection "Les Maîtres de l'aventure", Éditions de l'Amitié, 1982.

14 volumes sont parus dans la collection "Pocket Marabout". 10 volumes seront réédités dans la collection "L'Ami de poche" chez Casterman, de 1980 à 1982 avec des illustrations de Michel Blanc-Dumont. Deux recueils illustrés en couverture par Michel Blanc-Dumont, Dylan Stark-1 et Dylan Stark-2, regroupant chacun 7 récits, sont publiés par l'éditeur belge Claude Lefrancq en 1997 et 1998.
Les éditions Le Navire en pleine ville de Saint-Hippolyte-du-Fort rééditent La Couleur de Dieu et Sierra brûlante en 2006 et Quatre hommes pour l'enfer en 2007.

### Romans de science-fiction
- Une autre terre Coll. "Jeunesse Poche-Anticipation n° 18", Ėd. de l'Amitié, Ill. Claude Auclair, 1972.
- L'Île aux enragés Coll. "Jeunesse Poche-Anticipation n° 28", Éd. de l'Amitié, Ill. Claude Auclair, 1973. (Suite de Une autre terre)
- Les Légendes de terre Coll. "Olympic"", Ėditions G.P., Ill. Jean Retailleau, 1973.
- Le Pays des rivières sans nom Coll. Spirale, Ėditions G.P., Ill. Jacques Pecnard, 1973.
- Les Barreaux de l'Eden J'ai lu n° 728, Ill. Wojtek Siudmak, 1977.
- Fœtus-Party Coll. Présence du futur n° 225, Éditions Denoël, Ill. Stéphane Dumont, 1977.
- Le Sourire des crabes Coll. "Science-Fiction n° 5003", Presses-Pocket, Ill.Wojtek Siudmak, 1977.
- Transit Coll. "Ailleurs et Demain", Robert Laffont, 1977.
- Delirium Circus J'ai lu n° 773, Ill. Tibor Csernus, 1977.
- Canyon Street Coll.  Présence du futur  n° 265, Denoël, Ill. Stéphane Dumont, 1978.
- Le Sommeil du chien Coll. "Ici & Maintenant"", Kesselring, 1978. Nouvelle édition : "Science-fiction" n° 5166, Presses-Pocket, Ill. Wojtek Siudmak, 1983.
- La Rage dans le troupeau Coll. "Science-Fiction n° 5060", Presses-Pocket, Ill.Wojtek Siudmak, 1979.
- La Guerre olympique Coll.  Présence du futur n° 297, Denoël, Ill. Stéphane Dumont, 1980. Réimpressions : 1994 (Ill. Michel Borderie et 1999 (Ill.Caza).
- Parabellum tango  J'ai lu  n° 1048, Ill. Caza, 1980.
- Le Ciel bleu d'Irockee Coll. "Science-Fiction n° 5072", Presses-Pocket, Ill.Wojtek Siudmak, 1980.
- Kid Jésus  J'ai lu n° 1140, Ill. Caza, 1980.
- Les Îles du vacarme Coll. "Science-Fiction n° 5096", Presses-Pocket, Ill.Wojtek Siudmak, 1981.
- Les Pieds dans la tête Coll. "Dimensions SF.", Calmann-Lévy, 1982.
- Nos armes sont de miel, (éd.  J'ai lu]  n° 1305, 1982, no 1305  (ISBN 9782277213055))
- Mourir au hasard Coll.  Présence du futur n° 339, Denoël, Ill. Stéphane Dumont, 1982.
- La Foudre au ralenti  J'ai lu n° 1564, Ill. Boris, 1983.
- Fou dans la tête de Nazi Jones, Belladone et compagnie, Coll. Anticipation, Fleuve noir, 1986.
- La Nuit du Sagittaire Coll. "Science-Fiction n° 5338", Presses-Pocket, Ill.Wojtek Siudmak, 1990.
- Messager des tempêtes lointaines Coll.  Présence du futur n° 566, Denoël, Ill. Caza, 1996.

### Romans fantastiques
- Blues pour Julie Coll. "Espaces Mondes"", éd. Ponte Mirone, 1980.
- Une jeune fille au sourire fragile Coll. "Science-Fiction n° 6", éd. Patrick Siry, 1988.
- La Fille de la Hache-Croix Coll. "Les Fantastiques", Magnard Jeunesse, 1998. Ill.

### Mystère
- Le Chant de l’homme mort, Mathieu Garden, Tome 1, Fleuve noir, 1995.
- Les Pirates du Graal, Mathieu Garden, Tome 2, Fleuve Noir, 1998.

### Policiers, romans noirs, thrillers...
- La Forêt muette Coll. "Sanguine", Albin Michel, 1982.
- Pauvres zhéros Coll "Engrenage", Fleuve noir, 1982. (Adaptation et dessins de Baru pour une bande dessinée parue chez Casterman et Payot/Rivages en 2008)
- La Nuit sur terre Coll "Sueurs froides",  Denoël , 1983.
- Le Cri du prisonnier Coll "Engrenage",  Fleuve noir , 1983.
- Noires racines Coll "Sueurs froides",  Denoël, 1985.
- Roman toc, Fleuve Noir, coll. Spécial Police n° 1952, 1985.
- L'Heure d'hiver, Fleuve Noir, coll. Spécial Police n° 1956, 1985.
- Le méchant qui danse, Fleuve Noir, coll. Spécial Police n° 1964, 1985.
- Natural killer Vertiges Publications, 1985. (Nouvelle édition revue : "Rivages-noir", Rivages, 2000.)
- Purgatoire  Fleuve noir , 1986, coll. Gore n° 34.
- Aux chiens écrasés  Fleuve Noir,, coll. Gore n° 59. 1986.
- Le Bonheur des sardines Coll "Sueurs froides",  Denoël , 1993.
- Une autre saison comme le printemps Coll. "Présences",  Denoël, 1994 ; réédition Héloïse d'Ormesson, 2016.
- Le Jour de l'enfant tueur, Coll. Points n° 653, Seuil, 1999. (Le Livre de Ahorn-1) (Préhistoire).
- L'Ombre de la louve, Coll. Points n° 718,  Seuil , 2000. (Le Livre de Ahorn-2) (Préhistoire).
- Les Chiens qui traversent la nuit "Rivages/Noir", Rivages, 2003.
- Les Jardins d'Éden Gallimard, Série noire, 2021. Réédition, Gallimard, coll. « Folio policier » no 991, 2023.

### Romans de littérature générale
- Elle qui ne sait pas dire je Éditions Plon, Ill. Jérôme Lo Monaco, 1987. (Nouvelle édition revue : Éd. Héloïse d'Ormesson. 2014).
- Si loin de Caïn Coll. "Rue Racine", Flammarion, 1988.
- Ce soir, les souris sont bleues Éditions Denoël, Ill. Mark Rothko, 1993.
- Les Caïmans sont des gens comme les autres Éditions Denoël, 1996.
- C' est ainsi que les hommes vivent  Éditions Denoël, 2003. Nouvelle édition, avec une préface de Jean-Christophe Rufin : Presses de la Cité, collection Terres de France, 2016.
- Méchamment dimanche Éd. Héloïse d'Ormesson 2005.
- L'Ombre des voyageuses Éd. Héloïse d'Ormesson. 2006).
- Les Normales saisonnières Éd. Héloïse d'Ormesson. 2007.
- L'Île au trésor, Coll. "Interstices", Calmann-Lévy, 2008.
- Les Promeneuses sur le bord du chemin Éd. Phébus. 2009).
- La Montagne des bœufs sauvages Éditions Hoëbeke, 2010.
- L'Ange étrange et Marie McDo (éd. Fayard, 2010)
- Maria (éd. Héloïse d'Ormesson, 2011).
- Givre noir éd. la branche/Vendredi 13, 2012 (prépublication dans Télérama, juin à août 2009).
- Petit éloge des saisons Éditions Françoise Bourin, 2013.
- La Ville où les morts dansent toute leur vie Librairie Arthème Fayard, Ill. Manu Larcenet, 2013.
- Debout dans le tonnerre, Éd. Héloïse d'Ormesson,2017.
- Braves gens du Purgatoire Éd. Héloïse d'Ormesson, 2019.
- Un autre pas dans la rivière... Éd. Terres de France - Les Presses de la Cité, 362 pages,  2021 (édition revue et augmentée de La Montagne des bœufs sauvages, paru en 2010).
- Se souvenir encore des orages Éd. Terres de France - Les Presses de la Cité, 2022.

### Romans adaptés à la télévision et au cinéma
- Les Étoiles ensevelies Coll. "Bibliothèque de l'Amitié", Éd. de l'Amitié-G.T. Rageot, 1972. (Téléfilm de Pierre Cardinal et Michèle Tournier diffusé sur la 1re chaîne française le 26 décembre 1974. Musique de Paco Ibanez)
- Le Pain perdu Coll. "Grand Angle", Éditions G.P., 1974. (Téléfilm de Pierre Cardinal diffusé sur la 1re chaîne française le 30 mars 1977. Musique de Jacques Loussier)
- Le Pantin immobile Coll. "Les Chemins de l'amitié n° 18, Éd. de l'Amitié-G.T. Rageot, 1976. (Téléfilm de Michel Guillet diffusé sur FR3 le 22 mai 1985.)
- Fou comme l'oiseau Coll. "Les Chemins de l'amitié" n° 32, Éd. de l'Amitié-G.T. Rageot, 1980. (Téléfilm de Fabrice Cazeneuve diffusé sur antenne 2 le 22 juin 1983. Musique de Michel Portal).
- L'Été en pente douce Yverdon (Suisse) : Kesselring, 1980. (Film de Gérard Krawczyk, 1987).

### Récits et contes pour enfants
- Les Aventures de Victor Piquelune - Amitié, 1977. - (Ma première amitié) Couv. et ill. d’Arnaud Laval.
- Un Bus capricieux - Amitié, 1981. - (Ma première amitié ; 29) Ill. de Claire Nadaud.
- Vincent, le chien terriblement jaune Illustrations de Dylan Pelot - Pocket, 1995. - (Kid pocket, Les grandes histoires de la vie ; J 151)
- Vincent en hiver Illustrations de Dylan Pelot. - Pocket, 2000. - (Kid pocket, Les grandes histoires de la vie ; J 549)
- Vincent et le canard à trois pattes Illustrations de Dylan Pelot. - Pocket, 2001. - (Kid pocket, Les grandes histoires de la vie ; J 666)
- Vincent et les évadés du Zoo Illustrations de Dylan Pelot. - Pocket, 2002. - (Kid pocket, Les grandes histoires de la vie)
- Vincent au cirque  Illustrations de Dylan Pelot. – Pocket jeunesse, 2003. - (Kid pocket ; 1198)

### Nouvelles

#### Sous le pseudonyme de Pierre Carbonari
- Le Grand suicide, Périodique L'Impossible n° 6, décembre 1971.
- L'Homme nostalgique, Périodique L'Impossible" n °7, janvier 1972.
- Le Trait de génie, Périodique L'Impossible n+ 12, juin 1972.

#### Sous le pseudonyme de Pierre Suragne
- Le Raconteur, revue de S-F Fiction n° 244, Opta, avril 1974.
- Numéro sans filet, revue de S-F Fiction, n° 245, Opta, mai 1974.
- Je suis la guerre, revue de S-F Fiction, n° 247, Opta, juillet 1974.
- L'Assassin de Dieu, revue de S-F Fiction, n° 251, Opta, novembre 1974.
- Ici, revue belge de S-F Argon, Opta, avril 1975.
- Danger, ne lisez pas !, Les soleils d'Arcadie, anthologie de Daniel Walter, Opta, mai 1975.
- Sables..., sables..., Dédale-1, anthologie de Henry-Luc Planchat, Marabout, 1975.

#### Sélection de nouvelles signées Pierre Pelot
- Pionniers, Univers 06, anthologie de Yves Frémion, J'ai Lu, Opta, 1976.
- Razzia de printemps, revue S-F Piranha, n° 2, Pierre de Lune, 1977.
- Il y eut, ce soir-là, un orage, Planète socialiste, anthologie de Michel Jeury, Kesselring, 1977.
- Un amour de vacances (avec le clair de lune, les violons, tout le bordel en somme), Retour à la terre n° 3. anthologie de Jean-Pierre Andrevon, Présence du futur, Denoël, 1977.
- Nouveau-nés, Alerte ! n° 1, anthologie de Bernard Blanc, Kesselring, 1977.
- Mauvaise passe, Quatre milliards de soldats Collectif n° 3, anthologie de Bernard Blanc, Kesselring, 1977.
- Le Test, Alerte ! n° 3, anthologie de Bernard Blanc, Kesselring, 1978.
- Bulle de savon, Pardonnez-nous vos enfances, Anthologie de Denis Guiot, Présence du futur, Denoël, 1978.
- L'Amidéal, revue de S-F Fiction n° 292, Opta, juillet-août 1978.
- L'Assassin de Dieu, Recueil de dix nouvelles publié sous la direction de Claude Ecken, Encrage Destination Crépuscule, 1998.
- Le Long Voyage de Soleil-Fleur et Griffue Fantasy : Dix-huit grands récits de merveilleux, anthologie de Henri Loevenbruck & Alain Névant, Fleuve noir, 1998
- Après le déluge, nouvelle uchronique dans l'anthologie d'Alain Grousset, Flammarion, 2008. Divergences 001 (2008)

### Séries et cycles de science-fiction

#### Les Hommes sans futur
- Les Mangeurs d'argile Coll. "Science-Fiction n° 5123", Ill. Wojtek Siudmak, Presses-Pocket, 1981 ; réédition chez French Pulp éditions, 2018.
- Saison de rouille Coll. "Science-Fiction n° 5135", Ill. Wojtek Siudmak, Presses-Pocket, 1982 ; réédition chez French Pulp éditions, 2019.
- Soleils hurlants Coll. "Science-Fiction n° 5157", Ill. Wojtek Siudmak, Presses-Pocket, 1983.
- Le Père de feu Coll. "Science-Fiction n° 5173", Ill. Wojtek Siudmak, Presses-Pocket, 1984.
- Le chien courait sur l'autoroute en criant son nom Coll. "Science-Fiction n° 5190", Ill. Wojtek Siudmak, Presses-Pocket, 1984.
- Ce chasseur-là Coll. "Science-Fiction n° 5209", Ill. Wojtek Siudmak, Presses-Pocket, 1985.

#### Chromagnon Z
- Paradis zéro Coll. Fleuve Noir Anticipation n° 1355, Fleuve noir, 1984.
- Le Bruit des autres Coll. Fleuve Noir Anticipation n° 1369, Fleuve noir, 1985.
- Les Passagers du mirage Coll. Fleuve Noir Anticipation n° 1426, Fleuve noir, 1985.
- Les Conquérants immobiles Coll. Fleuve Noir Anticipation n° 1469, Fleuve noir, 1985.

#### La Ballade Tony Burden
- Mémoires d'un épouvantail blessé au combat Coll. Fleuve Noir Anticipation n° 1482, Fleuve noir, 1986.
- Observation du virus en temps de paix Coll. Fleuve Noir Anticipation n° 1495, Fleuve noir, 1986.
- Alabama Un Neuf Neuf Six Coll. Fleuve Noir Anticipation n° 1553, Fleuve noir, 1987.
- Sécession bis Coll. Fleuve Noir Anticipation n° 1565, Fleuve noir, 1987.
- Offensive du virus sous le champ de bataille Coll. Fleuve Noir Anticipation n° 1580, Fleuve noir, 1987.

#### Les Raconteurs de nulle part
- Le Présent du fou Coll. Fleuve Noir Anticipation n° 1732, Ill. Olivier Vatine, Fleuve noir, 1989.
- Les Forains du bord du gouffre Coll. Fleuve Noir Anticipation n° 1737, Ill. Olivier Vatine, Fleuve noir, 1990.
- Le Ciel sous la pierre Coll. Fleuve Noir Anticipation n° 1743, Ill. Olivier Vatine, Fleuve noir, 1990.
- Les Faucheurs du temps Coll. Fleuve Noir Anticipation n° 1750, Ill. Olivier Vatine, Fleuve noir, 1990.

#### Konnar et compagnie
- Le Fils du grand Konnar (d'abord publié en feuilleton dans la revue Fiction (1981) sous le titre Konnar le Barbant) Ill. Olivier Vatine,Fleuve noir, 1990).
- Sur la piste des Rollmops Ill. Olivier Vatine, Fleuve noir, 1991).
- Rollmops Dream Ill. Olivier Vatine, Fleuve noir, 1991).
- Gilbert le Barbant - le retour Ill. Olivier Vatine, Fleuve noir, 1991).
- Ultimes aventures en territoires fourbes Ill. Olivier Vatine, Fleuve noir, 1991).
- Konnar le barbant, La Konnerie : Intégrale Ill. Jean Solé, Bragelonne, 2006. (Réédition intégrale et entièrement révisée des 5 épisodes).

### Scénarios de bande dessinée
- HAND, avec Emmanuel Vegliona, Dupuis, coll. « Repérages », 3 vol., 2002-2005[5].
- Homo Sapiens, avec Jacques Malaterre (co-scénario) et Loïc Maltani (dessin), Bamboo, coll. « Angle de vue », 2 vol., 2005-2007.
- Pauvres Zéros, avec Baru, Rivages/Casterman, coll. « Noir », 2008.
- L'Été en pente douce, avec Jean-Christophe Chauzy, AUDIE, coll. « Fluide glacial », 2017.

### Sous le pseudonyme Pierre Suragne

#### Récits d'anticipation
- La Septième Saison Coll. Fleuve Noir Anticipation, n° 505, Ill. Ste Croix, Fleuve noir, 1972.
- Mal Iergo le dernier Coll. Fleuve Noir Anticipation) n° 519, Ill. Ste Croix, Fleuve noir, 1972.
- L'Enfant qui marchait sur le ciel Coll. Fleuve Noir Anticipation, n° 530, Ill. Ste Croix, Fleuve noir, 1972.
- La Nef des dieux Coll. Fleuve Noir Anticipation, n° 549, Ill. Ste Croix, Fleuve noir, 1973.
- Mecanic Jungle Coll. Fleuve Noir Anticipation, n° 566, Ill. Brantonne, Fleuve noir, 1973.
- Et puis les loups viendront Coll. Fleuve Noir Anticipation, n° 577, Ill. Brantonne, Fleuve noir, 1973.
- Mais si les papillons trichent Coll. Fleuve Noir Anticipation, n° 612, Ill. Brantonne, Fleuve noir, 1974.
- Le Dieu truqué Coll. Fleuve Noir Anticipation, n° 625, Ill. Brantonne, Fleuve noir, 1974.
- Ballade pour presque un homme Coll. Fleuve Noir Anticipation, n° 533, Ill. Brantonne, Fleuve noir, 1974.
- Une si profonde nuit Coll. "Lendemains retrouvés" n° 8, Fleuve noir, 1975.
- Vendredi, par exemple… Coll. Fleuve Noir Anticipation, n° 695, Ill. Brantonne, Fleuve noir, 1975.
- La Cité au bout de l'espace Coll. Fleuve Noir Anticipation, n° 797, Fleuve noir, 1977.
- Virgules téléguidées Coll. Fleuve Noir Anticipation, n° 970, Fleuve noir, 1979.
- Dérapages Coll. Fleuve Noir Anticipation, n° 999, Fleuve noir, 1980.

#### Récits fantastiques
- La Peau de l'orage Collection Angoisse n° 235, Fleuve noir, Ill. Michel Gourdon, 1973.
- Duz Collection Angoisse n° 243, Fleuve noir, Ill. Michel Gourdon, 1973.
- Je suis la brume Collection Angoisse n° 251, Fleuve noir, Ill. Michel Gourdon, 1973.
- Suicide Collection "Horizons de l'Au-delà, n° 1", Fleuve noir, Ill. Pierre Golvan, 1974.
- Brouillards Collection "Horizons de l'Au-delà, n° 13", Fleuve noir, 1975.
- Elle était une fois Collection "Horizons de l'Au-delà, n° 25", Fleuve noir, 1976.
- Le Septième Vivant Collection "Horizons de l'Au-delà, n° 27", Fleuve noir, 1976.

#### Récits policiers
- Du plomb dans la neige Coll. "Spécial Police n° 1138", Fleuve noir, Ill. Michel Gourdon, 1974.
- Les Grands Méchants Loufs Coll. "Spécial Police n° 1351", Fleuve noir, Ill. Michel Gourdon, 1977.

### Avec Yves Coppens
- Le Rêve de Lucy Coll. "La Dérivée", Ill. Tanino Liberatore, Seuil, 1990. Postface de Yves Coppens
- Série "Sous le vent du monde" Grand Prix de l'Imaginaire 2001.
  1. Qui regarde la montagne au loin Ill. de couv. Pierre Pelot, Denoël, 1997. Préface de Yves Coppens.
  2. Le nom perdu du soleil  Ill. de couv. Pierre Pelot, Denoël, 1998. Préface de Yves Coppens.
  3. Debout dans le ventre blanc du silence  Ill. de couv. Pierre Pelot, Denoël, 1999. Préface de Yves Coppens.
  4. Avant la fin du ciel  Ill. de couv. Pierre Pelot, Denoël, 2000. Préface de Yves Coppens.
  5. Ceux qui parlent au bord de la pierre  Ill. de couv. Pierre Pelot, Denoël, 2001. Préface de Yves Coppens.

### Novélisations
- Hanuman : Entrez dans la  Légende du Dieu Singe (d'après le scénario de Fred Fougea et Michel Fesser) Denoël, 1998.
- Le Pacte des loups (d'après le scénario de Stéphane Cabel et le film de Christophe Gans) Rivages, 2001.
- Brocéliande (d'après le scénario et les dialogues de Doug Headline et Benoït Lestang). Rivages, 2003.

## Adaptation cinématographique
- L'Été en pente douce est un film français de Gérard Krawczyk avec Jean-Pierre Bacri, Pauline Lafont et Jacques Villeret, sorti en 1987, d'après le roman éponyme de Pierre Pelot.